# 秋田組 (誠友會)
秋田組（秋田組）位於北海道 本部的設置，日本的黑社會指定暴力團之一 六代目山口組旗下的3次團體。隸屬上部團體為 三代目誠友會。

## 最高幹部
- 組長・秋田勝司（三代目誠友會會長補佐）

### 旗下團體（山口組的4次團體）
- 勝會
- 勝原會
- 平光會